# Bogoriasøen
Bogoriasøen eller Lake Bogoria er en meget saltholdig og lavvandet sø i Kenya. Det sodaholdige vand i søen tiltrækker store flokke af flamingoer. Søen huser også omkring 300 flodheste og en koloni af Goliath-hejrer. Der findes også varme kilder og gejsere, som sender springvand af kogende vand i vejret.
0°15′N 36°06′Ø / 0.250°N 36.100°Ø